# Anthony Grundy
Anthony Grundy (Louisville, Kentucky, 15. travnja 1979.) je američki profesionalni košarkaš. Igra na poziciji razigravača, a trenutačno je član talijanske Ferrare.

## Karijera
Grundy je četiri godine pohađao sveučilište NC State. U posljednjoj sveučilišnoj sezoni 2001./02. prosječno je za 32.4 minute provedene na parketu postizao 17.8 poena, 5.5 skokova i 3.5 asistencija. Iako nakon NBA drafta 2002. nije izabran od strane bilo koje NBA momčadi, kasnije je u sezoni 2005./06. odigrao 12 utakmica za momčad Atlanta Hawksa. Sezonu 2006./07. proveo je kao član talijanskog prvoligaša Siviglia Wear Teramoa. 12. srpnja 2007. potpisao je za grčki Panellinios iz Atene. U sezoni 2007./08.  bio je najbolji strijelac grčkog prvenstva, prosječno postizajući 21.5 poena po susretu. U ljeto 2009. napustio je klub i potpisao za talijanskog prvoligaša Ferraru.

## Vanjske poveznice
- Profil na NBA.com
- Profil na Eurocup
- Profil[neaktivna poveznica] na Basketpedya.com
- Profil na Basketballreference.com
- Profil  Arhivirana inačica izvorne stranice od 30. rujna 2007. (Wayback Machine) na Legabasket.it